# John Albery
Wyndham John Albery (* 5. April 1936; † 3. Dezember 2013) war ein britischer Chemiker (Physikalische Chemie).
Albery besuchte das Winchester College und studierte an der Universität Oxford (Balliol College), an der er bei Ronald Bell promoviert wurde. Er wurde 1963 Fellow des University College und war dort 1968 bis 1975 Tutor for Admissions und später Dekan. 1977 wurde er Professor für Physikalische Chemie am Imperial College London, kehrte aber 1989 als Master des University College nach Oxford zurück, was er bis 1997 blieb. Bei seinem Ruhestand wurde er Ehren-Fellow des College und nahm eine Forschungsposition am Imperial College an.
Albery befasste sich mit Elektrochemie. In den 1960er Jahren war er an der Entwicklung der Methode der schnellen rotierenden Scheibenelektrode beteiligt, um die Kinetik schneller Reaktionen in Lösungen zu messen. Später befasste er sich unter anderem mit elektrochemischen Sensoren und Enzymkinetik. Albery war für seinen Humor bekannt. In seinem Buch über Elektrodenkinetik von 1975 gestand er im Vorwort, die meisten Studenten würden der Elektrochemie nur mit Abscheu begegnen und deren Konzepte würden ihnen wie Folterwerkzeuge der Inquisition erscheinen.
Albery kam aus einer Schauspielerfamilie und trat selbst als Amateurschauspieler in Oxford auf und schrieb auch Anfang der 1960er Jahre für die BBC-TV-Satire-Show That was the week that was.
1994 empfing er Bill Clinton, der früher am University College studiert hatte, bei dessen Besuch in Oxford. In den 1970ern leitete er mit Leslie Mitchell ein Musical-Theater an seinem College und schrieb selbst Revuen zum Beispiel über Chemiker. Er war am College für Partys und handfeste Scherze bekannt.
Er war Fellow der Royal Society (1985).

## Schriften
- mit M. L. Hitchman: Ring Disc Electrodes. Oxford University Press, Oxford 1971
- Electrode Kinetics. Oxford University Press, Oxford 1975